# Музей Пикассо (Малага)
Малагский музей Пикассо (исп. Museo Picasso Málaga) — музей, посвящённый творчеству испанского художника Пабло Пикассо в его родном городе Малаге. Расположен во дворце Буэнависта XVI века. Коллекция музея содержит 285 картин Пикассо, подаренных семьёй художника. 
В 2009 году Малагский музей Пикассо объединился с домом-музеем Пикассо на площади Мерсед.